# Hypnoidus cryptohypnoidus
Hypnoidus cryptohypnoidus is een keversoort uit de familie kniptorren (Elateridae). De wetenschappelijke naam van de soort is voor het eerst geldig gepubliceerd in 1930 door Miwa.